# 限界凸騎 モンスターモンピース
『限界凸騎 モンスターモンピース』（げんかいとっき モンスターモンピース）は、コンパイルハートから2013年1月24日に発売されたPlayStation Vita用ソフト。

## リリース
当初2013年春に発売を予定していたが、2012年11月、発売日がその予定より早い2013年1月24日に決定したという告知が行われた。『超次元ゲイム ネプテューヌ』の開発チームによって作られた本作は、モンスター娘と呼ばれる神話・伝説上の生物をモチーフとした少女たちが登場し、50人を超えるイラストレーターたちがカードを手掛けた。

### 海外版
本作の英語版のストーリーやプレイスタイルは日本語版とは変わらないが、性表現があるということで北米およびヨーロッパで販売されるバージョンは一部のカードのデザインがカットされるという事態になった。その結果PEGI でのレイティングは12になった。一方、アメリカでは販売元であるアイデアファクトリー・インターナショナルがレーティングを厳しくしていいからゲーム内の性表現はそのままにしてほしいという要望を出した結果、ESRBレイティングがMになった。

## システム
ワールドマップのエリア上で主人公・メイのアイコンを動かし、その地点上にあるポイント（イベント）をクリアして、そのエリアの目的地を目指す仕組みになっている。バトルはカードバトルの形式をとっており、バトルに勝利するとこすりPを入手することができる。こすりPは、"胸キュン♥スクラッチ"というポイントをクリアする際に消費される。"胸キュン♥スクラッチ"は、カードをこすってカードのモンスター娘を興奮させて、そのカードを強化するというシステムである。優しくこするほうがポイント上昇に有利であるが、同じさわり方でもテンションの上がり方に違いがみられるという仕組みをとっている。

### カードバトル関連
横7×縦3のフィールド上のうち、青い方がプレイヤー側の陣地となり、赤い方が敵陣となる。自陣にカードを配置すると、モンスター娘たちのユニット凸騎が現れ、自動で動く。

## あらすじ
メイはモンスター娘のマスターとなるべく日々勉学に励んでいた。ある日、親友のエルザが謎の人物により呪われし"ロスト"となってしまい、学院に秘められた魔結晶の強奪に動き出した。
メイともう一人の親友カレンは、エルザを追っていくうちに、黒幕の存在に気付いた。

## 登場人物
メイ
声 - 下田麻美
主人公。
フィア
声 - 沼倉愛美
メイのパートナーであるフェンリル。正直者で猪突猛進。
カレン
声 - 藤田咲
メイの親友で、3人でエルザを追っている。モンスター娘の研究者を目指している。
エルザ
声 - 生天目仁美
メイとカレンの親友で、3人の中ではリーダー格だった。あるとき謎の人物の手により呪われた存在ロストとなり、魔結晶強奪のために行方をくらました。
ピリカ
声 - 早乃香織
ホ・カイドゥの代表の代理を務める少女。第4章でメイとの戦いに敗れるが、その強さに感動した。
ケイト
声 - 萩乃水城
ホロォウロの代表にして、信仰に篤い巫女。顔の右半分を長い髪で隠し、あらわになっている左半分も模様で覆われている。
アイリーン
声 - 五十嵐裕美
ギヌーマの代表を務める少女。
ヒミカ
声 - 永田依子
キ・オウトの代表。
サーヤティア
声 - 友永朱音

レイハーネフ
声 - 東山奈央

仮面の麗人
声 - 浅川悠
エルザをロストにした張本人。白っぽい仮面をつけている。
グレース
声 - 大久保藍子
エルザのバディだったグリフォン。背中と耳に羽が生えている。
リアーネ
声 - 中村恵子
クナグヴァの学院長。長い耳が特徴。エルザの一件について知っているようだが、そのことについては喋ろうとしない。

## 主題歌
オープニングテーマ
- 「Mighty Lass」歌:A.m.u.

エンディングテーマ
- 「Felling your heart」歌:A.m.u.

## 用語
モンスター娘
バディ
使役者（マスター）のパートナーたるモンスター娘。本来はカードに封じられているが、フィアのような例外もある。
魔結晶（メイガス・クォーツ）

### 舞台
ヤファニール
クナグヴァ

## 反響
欧米では、カードをこすって興奮させ、モン娘をカードに封じるという方法が批判を呼んだ。初週での出荷本数は27,000本で、コンパイルハート側から品切れのお詫びが出たほどだった。本作は初週でパッケージ25,000本を売上げ、PlayStation Networkからのダウンロードは 5,000回に上り、2013年2月9日現在の時点で50,000本を突破した。そして、本作は2013年の日本のPlayStation Networkにおいて、9番目に売れたVita用ソフトとなった。

## スマートフォン版
限界凸騎 モンスターモンピース NAKED
iOS / Android用ゲームアプリ。iOS版は2016年6月29日、Android版は同年8月1日にサービス開始。
2017年9月29日をもってサービス終了。

## 関連商品
CD
- 限界凸騎 モンスターモンピース オリジナルサウンドトラック（ZIZZ STUDIO・制作、Amnicola、2013年1月24日発売）

書籍
- 限界凸騎 モンスターモンピース ザ・コンプリートガイド+ビジュアルコレクション（アスキー・メディアワークス、2013年4月12日発売）
- 限界凸騎 モンスターモンピース 公式アートブック（一二三書房、2013年7月26日発売）